# Kathleen Tremaine
Kathleen Tremaine (* 29. September 1903 in Gainsborough, Lincolnshire, England als Kathleen Hannah Truscott; † 10. November 1980 in Los Angeles, Kalifornien, USA) war eine britische Schauspielerin in Theater und Film. Bekannt wurde sie in den 1930er Jahren durch ihre Rollen in den beiden Kinofilmen The Umbrella und Eine Dame verschwindet.

## Leben und Karriere
Die in Großbritannien geborene Tremaine stand bereits in den 1930er Jahren als Schauspielerin auf der Bühne. In England spielte sie 1935 in dem Theaterstück Viceroy Sarah von Norman Ginsbury im Ensemble um Irene Vanbrugh, Barbara Everest und Margaret Webster. In den späten 1970er Jahren verkörperte sie sehr erfolgreich die Rolle der Mrs. Chichester neben Gibson Glass und Mary E. Baird in der Off-Broadway-Produktion des Bühnenstücks Peg o' My Heart von J. Hartley Manners in New York aufgeführt durch die Lion Theater Company.
In England trat Tremaine nur in wenigen Filmen als Schauspielerin in Erscheinung, unter anderem 1933 unter der Regie von Redd Davis in der Komödie The Umbrella in der Rolle der Mary Wynne an der Seite von Schauspielerkollegen wie Kay Hammond, Harold French und Victor Stanley. 1938 besetzte sie der Regisseur Alfred Hitchcock in seiner erfolgreichen Kriminalkomödie Eine Dame verschwindet. Dort spielte sie die offenherzige Dienstmagd Anna, die die beiden Cricket-Liebhaber Caldicott Naunton Wayne und Charters Basil Radford durch ihre naiv freundliche, erotisch freizügige Art ein ums andere Mal in Verlegenheit bringt.
Tremaine war die Tante der Schauspielerin Joanna Pettet und die Mutter des Schriftstellers David Dalton. Sie starb am 10. November 1980.

## Filmografie

### Kino
- 1933: The Umbrella
- 1938: Eine Dame verschwindet (The Lady Vanishes)